# 佐佐孫介
佐佐孫介（1527年—1556年9月27日）是日本戰國時代武將。佐佐成政的次兄。仕於織田信長。正名不明。系圖類中有「成經」、「勝重」的名字，但是可信度不大。

## 經歷
大永6年（1527年）在尾張國井關城出生，佐佐成宗（盛政）的次男。天文11年（1542年）8月，以17歳之齡在三河國的小豆坂之戰中留下功名（『信長公記』）。與兄長隼人正一同成為小豆坂七本槍的其中一人（『信長記』，作者是小瀨甫庵）。在弘治元年11月26日（1556年1月7日）坂井孫八郎殺害織田信光的事件中，受信長之命與5名殺手一同擊殺坂井（『信長記』）。翌年8月，在稻生之戰中以武者大將身份出陣並奮戰，最後被討死（『信長公記』）。兒子有佐佐行政。